# 兆

一兆（一万亿）的可视化

兆是漢字文化圈的數字單位，在不同的體系中，可能代表106、1012或1016三個數目。在台灣、香港、日本（日语：／ chō）、韓國（韩语：／ jo）等地“兆”普遍用來表示1012即萬億；在当代中國大陸则代表106即百万:1656，尽管各词典均将“兆”列作数词甚至将其与表示词头的义项分列，但实际应用中一般仅作法定计量单位中十进倍数单位词头（词头符号M）:1788，如气压单位MPa读作“兆帕”，信息计量单位MB称“兆字节”（台湾则称“百萬位元組”）等；在古代中国一般指一万亿，但有时也可能指百万（以十万为亿，十亿为兆），亦时常用“兆”来泛指“极多”。

## 數值

### 古代
「兆」在中国古代已有多重意义：
1. 百万：十萬為億，十億為兆。
2. 万亿：萬萬為億，萬億為兆。
3. 亿亿：萬萬为億，億億为兆。

《數術記遺》及《五經算術》：按黃帝為法，數有十等。及其用也，乃有三焉。

十等者，謂「億、兆、京、垓、秭、穰、溝、澗、正、載」也。

三等者，謂「上、中、下」也。

其下數者，十十變之。若言十萬曰億，十億曰兆，十兆曰京也。

　中數者，萬萬變之。若言萬萬曰億，萬萬億曰兆，萬萬兆曰京也。

　上數者，數窮則變。若言萬萬曰億，億億曰兆、兆兆曰京也。

百萬
越南用兆（Triệu）来表示百万。
萬億
元代《算學啟蒙》及清代《數理精蘊》记载的數字單位，由小到大依次為：一、十、百、千、萬、億、兆、京、垓、秭、穰、溝、澗、正、載、極、恆河沙、阿僧祇、那由他、不可思議、無量大數，萬以下是十進位，萬以後則為萬進位，即“萬萬為億、萬億為兆、萬兆為京”。
萬萬億
此種用法在古代中國文獻南北朝《孫子算經》中有記載：「凡大數之法，萬萬曰億，萬萬億曰兆，萬萬兆曰京，萬萬京曰垓，萬萬垓曰秭，萬萬秭曰穰，萬萬穰曰溝，萬萬溝曰澗，萬萬澗曰正，萬萬正曰載。」
以及元代《算學啟蒙》由小到大依次為：一、十、百、千、萬、億、兆、京、垓、秭、穰、溝、澗、正、載。

### 現代
目前，越南用兆（Triệu）来表示百万；在中國大陸，「兆」通常作為国际单位制的接頭詞，用以表示百萬，但在表示數值1000000時仍稱為「百萬」。此外，亦有一部分人以兆作為數字單位來表示萬億（1000000000000），不過這不是法定的用法。
而在台灣、日本和韓國，「兆」這個數字單位至今依然常用，表示萬億（1000000000000），不表示百萬（視為古義）。此外，臺灣原也採用兆赫表示一百萬赫茲（法條已廢止），目前新法已一律採用“百萬赫”或“MHz”。

## 在国际单位制中
- Tera-

國際單位制中表示因数1012（1000000000000）的詞頭「Tera」在中國大陸稱为「太拉」；在台灣、日本、韓國稱為「兆」。
- Mega-

国际单位制中表示因数106（1000000）的詞頭「Mega」在中國大陸稱为「兆」；在台灣稱為「百萬」。
此外，其他一些在英语中使用Mega作词头的单位在翻译时采用了国际单位制词头的译法，如megapixel和megabyte，在中國大陸地區分別譯為「百万像素」、「兆」（或“兆字节”），繁體中文地區則為「百萬畫素」、「百萬位元組」等。